# Essensa East Forbes
 (septembre 2021).
Si vous disposez d'ouvrages ou d'articles de référence ou si vous connaissez des sites web de qualité traitant du thème abordé ici, merci de compléter l'article en donnant les références utiles à sa vérifiabilité et en les liant à la section « Notes et références ».
Essensa East Forbes est un ensemble de gratte-ciels résidentiels (condominium) de 125 mètres de hauteur construit en 2001 à Makati, dans l'agglomération de Manille, aux Philippines.
L'ensemble est composé de deux tours identiques :
- Lawson Tower
- Comeron Tower

L'ensemble a été conçu par l'agence Pei Cobb Freed & Partners de l'architecte américain Ieoh Ming Pei.